# Jean Gebser
Jean Gebser (Poznań, Imperio alemán, 20 de agosto de 1905-Wabern bei Bern, Suiza, 14 de mayo de 1973) fue un filósofo que describió la evolución de la conciencia humana, lingüista y poeta.

## Biografía
Nacido Hans Gebser en Poznań, Imperio alemán, abandonó Alemania en 1929, viviendo durante un tiempo en Italia y luego en Francia. Luego se trasladó a España, dominando el idioma español en unos pocos meses y accediendo a la Administración Pública española, donde llegaría a ser un alto funcionario del Ministerio de Educación español. También fue un poeta público, e hizo amistad con el poeta sevillano de la Generación del 27 Luis Cernuda, a quien ayudó a traducir 17 poemas de Hölderlin. Además se imbuyó del pensamiento del filósofo español José Ortega y Gasset e investigó el paso de Rainer Maria Rilke por España, del que luego haría un libro. Cuando la guerra civil española comenzó, se trasladó a París. Viviría allí durante un tiempo, percatándose de la inevitabilidad de la invasión alemana. Huyó a Suiza en 1939, escapando apenas horas antes de que la frontera fuese cerrada. Pasó el resto de su vida cerca de Berna, donde elaboró la mayor parte de su obra.
Hacia el final de su vida, Gebser viajó extensamente por la India, el Extremo Oriente y América, y escribió una media docena más de libros. Gebser fue tanto un hombre de ciencia y artes como un místico. De hecho, sería un grave error creer que favoreciese el dogma desconcertante por encima de las explicaciones más transparentes. No fue ningún defensor del fascismo u otras ideologías que usan varios símbolos de culto y mitos para la autojustificación.
Murió en Wabern bei Bern el 14 de mayo de 1973 "con una suave y sabia sonrisa". Gebser había escrito en Die schlafenden Jahre, "Cuando nacemos lloramos y sollozamos, cuando morimos deberíamos sonreír". Algis Mickunas, profesor emérito de filosofía en la Universidad de Ohio, recibió de la viuda de Gebser una grabación de sus últimas declaraciones en el lecho de muerte, siendo digitalmente realzada por el laboratorio informático en la Universidad de Oklahoma (su estado debilitado y su asma lo hicieron difícil de entender). Esta y otras cartas personales y publicaciones están preservadas en los Archivos Gebser de las colecciones de historia de la ciencia de la Universidad de Oklahoma (Norman, Oklahoma, Bizzell Library).

## Consciencia en transición

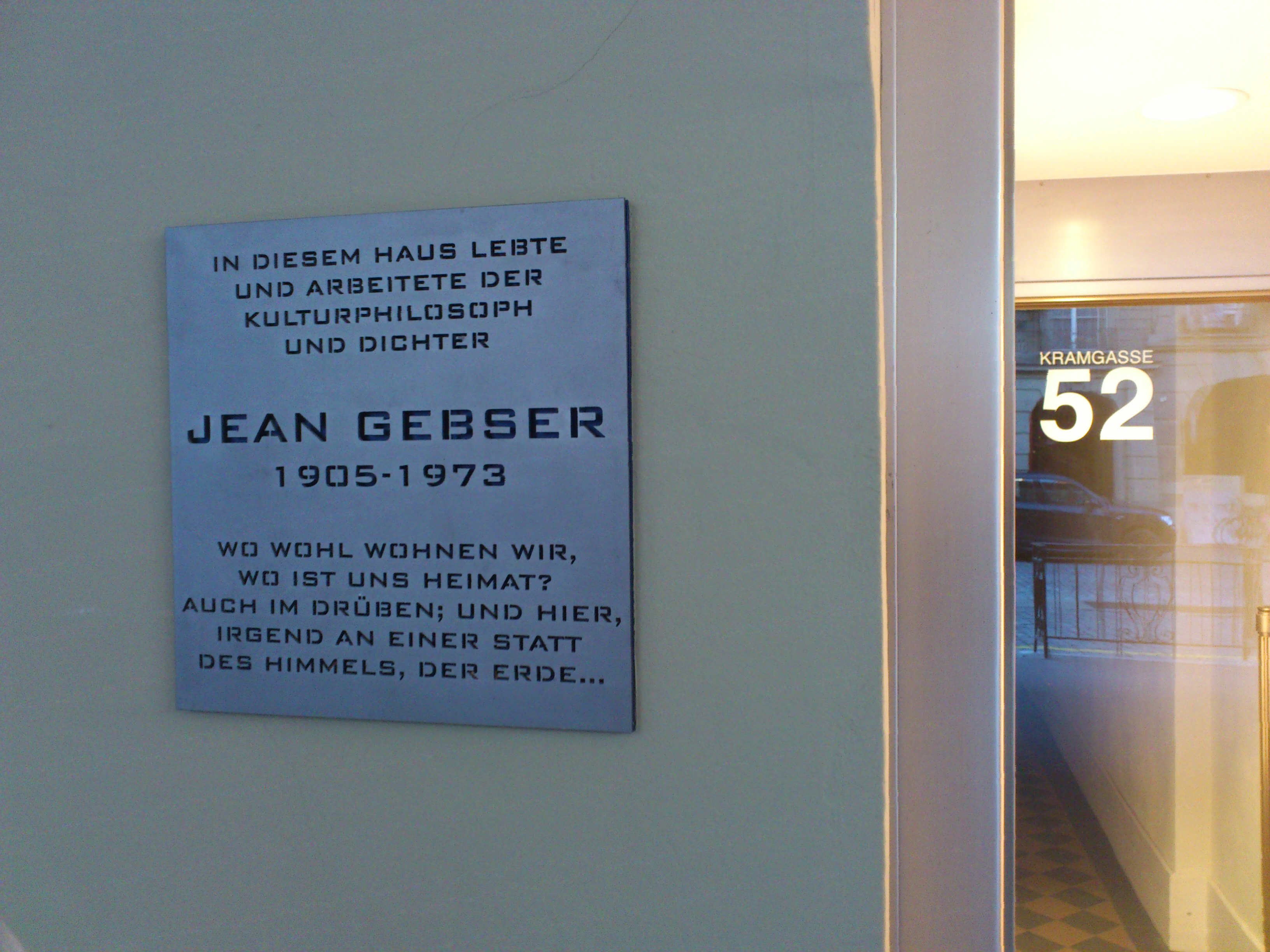
Placa conmemorativa en Kramgasse 52 de Berna, Suiza.

Su tesis principal era que la tensión y el caos en Europa desde 1914 hasta 1945 fueron los síntomas de una estructura de conciencia que estaba al final de su eficacia, anunciando el nacimiento de una nueva forma de conciencia. La primera evidencia que atestiguó fue el novedoso uso del lenguaje y la literatura. Modificó esta posición en 1943 a fin de incluir los cambios que se estaban produciendo en las artes y las ciencias en ese momento.
Su tesis del fracaso de una estructura de conciencia junto con el surgimiento de una nueva le llevó a preguntarse si no se hubiera producido antes. Su obra Ursprung und Gegenwart (Origen y presente) es el resultado de esa investigación. Fue publicada en varias ediciones desde 1949 a 1953, y traducida en inglés como The Ever-Present Origin. Trabajando a partir de la evidencia histórica de casi todos los campos importantes, (por ejemplo, poesía, música, artes visuales, arquitectura, filosofía, religión, física y las demás ciencias naturales, etc.) Gebser vio rastros de la emergencia (a la que denominó "eficiencia") y colapso ("deficiencia") de diversas estructuras de conciencia a lo largo de la historia.
La teoría de Gebser es que la conciencia humana se encuentra en transición, y que estas transiciones son "mutaciones" y no continuas. Estos saltos o transformaciones implican cambios estructurales tanto de la mente como del cuerpo. Hay un número de estos niveles:
1. La estructura arcaica[10]
2. La estructura mágica[11]
3. La estructura mítica[12]
4. La estructura mental[13]
5. La etapa integral[14]

### Las estructuras de la conciencia
Gebser percibe que las diferentes estructuras de conciencia son reveladas por su relación con el espacio y el tiempo. Por ejemplo, la estructura mítica encarna el tiempo como cíclico/rítmico y el espacio como cerrado. Mientras que la estructura mental vive el tiempo de modo lineal, dirigido o "progresivo" y el espacio llega a ser algo similar a un espacio homogéneo de geometría — un vacío. Pero así como cada estructura de conciencia brota, a la larga también llega a ser deficiente en algún momento. La forma deficiente de la estructura mental Gebser la denomina la estructura "racional". De especial importancia es el darse cuenta de que las estructuras anteriores de conciencia siguen funcionando. La estructura racional de conciencia procura negar las otras estructuras con su aseveración de que los seres humanos son exclusivamente racionales.

### La estructura mental
La estructura racional es conocida por sus extremos tal y como son evidenciados en varias declaraciones "nada más que...". El materialismo extremo reclama que "todo no es nada más que materia — átomos". La filosofía, el amor a la sabiduría, es sustituida por la razón instrumental, la capacidad de "hacer". La contemplación — mirada interior — es devaluada en relación con lo que uno "puede hacer". "Los hombres sabios" caen en desgracia y son reemplazados por el "hombre de acción". Éxitos en reconfigurar tecnológicamente la materia ofrecen soluciones a algunos problemas, pero también dan lugar a problemas de su propia creación. La masacre mecanizada de las dos guerras mundiales y las nuevas armas atómicas ejemplificaron y simbolizaron la expresión de la ontología de la estructura racional/mental. Vivir se convierte en algo difícil de soportar en dicha estructura de conciencia.
Algunos vieron la causa de esta desesperación como una falta de valores o de ética. Gebser vio que es la estructura de conciencia en sí misma la que ha desplegado su inherente final. Vio que sus presunciones metafísicas condujeron necesariamente a este callejón sin salida ético. Una ontología "libre de valores" como el materialismo conduce necesariamente a una vida "sin valores". Todo intento de remediar la situación por un retorno a los "valores" sería en última instancia un fracaso. Pero fue a través de este atolladero mismo de "la decadencia de Occidente" que Gebser vio el surgimiento de una nueva estructura de conciencia a la que definió como integral.

### La estructura integral

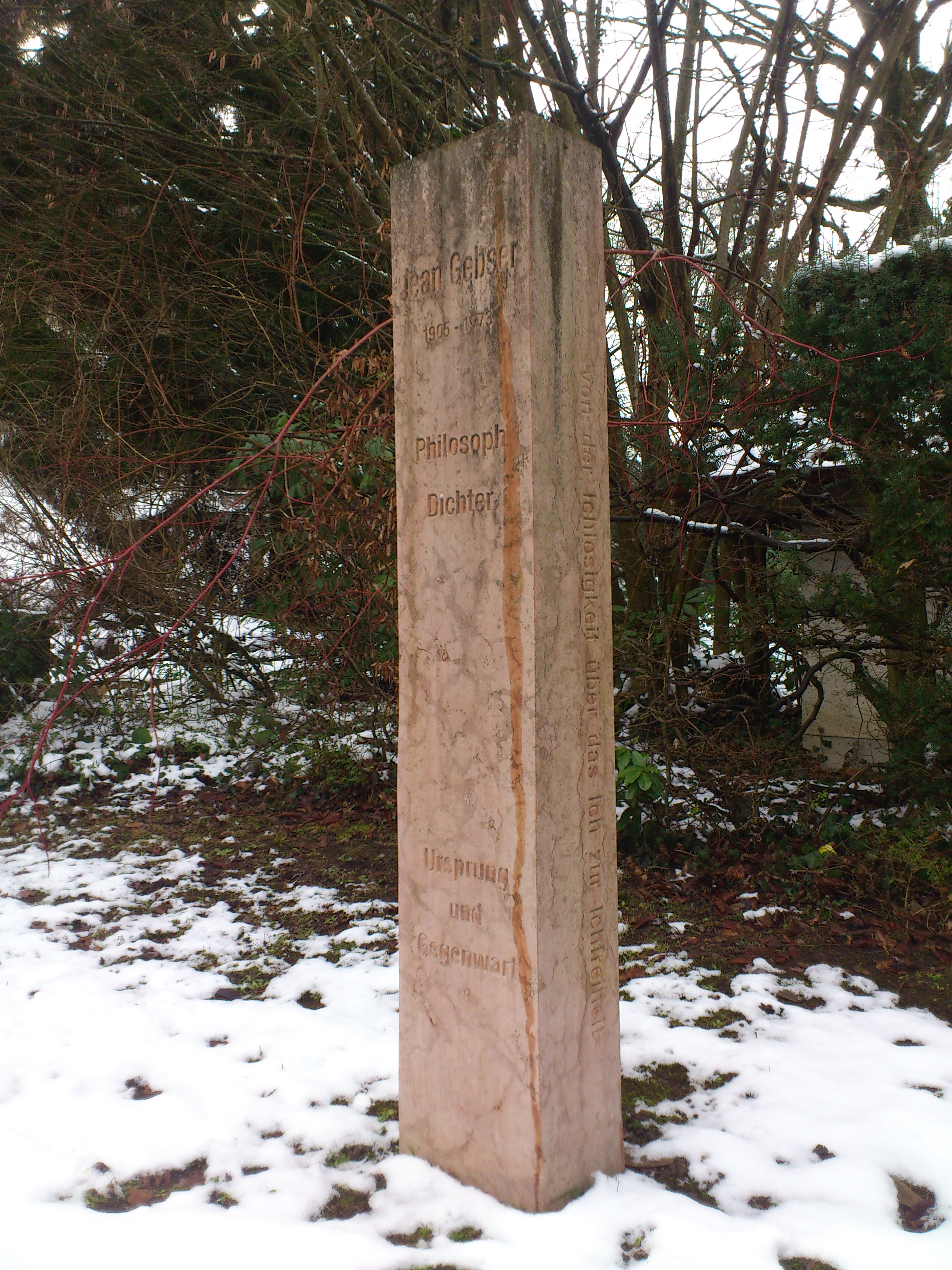
Estela conmemorativa junto a la Iglesia Reformada de Wabern cerca de Berna, Suiza.

La estructura de conciencia integral se hizo evidente por una nueva relación con el espacio y el tiempo. En la segunda parte de su obra, Gebser se dispuso a documentar la evidencia que vio a lo largo de diversos empeños humanos. Cabe destacar aquí la incorporación del tiempo en física, las tentativas de "pintar" el tiempo en las artes visuales, y otras por el estilo. Gebser notó que la estructura integral de conciencia fue presenciada en gran medida como la irrupción del tiempo en la "fija realidad" de la estructura mental. Para Gebser, el dualismo en oposición y las categorías "estáticas" del Ser dieron paso a la transparencia.
La transparencia indica cómo es que una es "dada a través de" y siempre "junto con" la otra. Durante siglos, el tiempo fue visto como teniendo distintas categorías de pasado, presente y futuro. Estas categorías se decía que eran totalmente distintas una de la otra. Por supuesto, esto creó todo tipo de dificultades con respecto a cómo los seres se movían desde una categoría a la otra — desde el presente al pasado, por ejemplo. Lo que la toma de conciencia integral advierte es que aunque podamos utilizar el pensamiento categórico para diversos fines, también tenemos la convicción de que el tiempo es un todo indivisible. Que diferentes seres en el presente se cristalizan a partir del pasado, y que también se extienden hacia el futuro. De hecho, sin tener ya una conciencia integral, uno no podría tener ninguna noción de tiempo como "pasado" o "presente", etc. Sin la conciencia de totalidad, uno estaría adherido a una especie de "no saber" de un siempre sólo "ahora" no conectado a cualquier sentido de pasado o futuro. Incluso la conciencia mental que divide esta totalidad en distintas categorías no podría haber llegado a ser consciente de las mismas sin una conciencia que era ya integral.
La conciencia es ya integral. Gebser introdujo la noción de presentiation que significa hacer algo presente a través de la transparencia. Un aspecto de la conciencia integral es la presentiation, o "hacer presente", las diferentes estructuras de conciencia. En lugar de permitir ser válida a una sola estructura (racional), todas las estructuras son reconocidas, presentadas, una a través de la otra. Esta toma de conciencia y aceptación de las diversas estructuras permite a uno vivir a través de las diferentes estructuras en lugar de ser sometido a ellas ("vivido por" ellas en alemán).
Llevar a cabo las diferentes estructuras dentro de la propia lengua y costumbres, e incluso dentro de la propia vida y de sí mismo es una tarea difícil. Pero Gebser dice que es una tarea que no podemos elegir ignorar sin perdernos a nosotros mismos. Esto significa que nuestro llamado "pensamiento objetivo" no carece de consecuencias, no es inocente. Que vivir "objetivamente" significa dar vida a los horrores del nihilismo combinados con el conocimiento de armas sumamente "eficientes". Esto significa que la "objetividad" se aplica a la "humanidad de la ingeniería" ya sea en las ciencias del comportamiento o las ciencias físicas. Nos cuestiona si estamos hartos o no hasta el momento de esos horrores. ¿Estamos dispuestos a instalarnos en la comodidad de nuestra vida diaria o a tomar parte en el proceso de cambio? Propone como una nota de orientación que así como hay también un momento de actuar, existe a su vez el muy descuidado tiempo para la contemplación. En un mundo en donde el conocimiento está sobrevalorado, el saber simple también debe ser alimentado en la contemplación. Además, sabía que el pensamiento nunca era simplemente un ejercicio mental restringido a la escritura de alguien. Nos invita a darnos cuenta de que somos lo que pensamos.

### Evidencias del modelo de Gebser
Gebser traza la evidencia para las transformaciones de la estructura de conciencia tal y como son concretizadas en objetos históricos. Trataba de evitar llamar a este proceso "evolutivo", puesto que tal noción era ilusoria cuando se aplica al "despliegue de la conciencia". La evolución biológica, como señaló Gebser extensamente, era un proceso cerrado, que demarcaba una especie a un limitado ecosistema. El despliegue de la conciencia es en cambio una apertura. Cualquier intento de dar una dirección o meta al despliegue de la conciencia es ilusorio en la medida en que está basado en una noción limitada de tiempo, lo mental, que es lineal y por lo tanto implica "progreso". De seguro, Gebser era plenamente consciente de que cualquier noción de "progreso humano" ya fue llevado a su fin. Señala que progresar implica un avance pero también un alejamiento, y sabía que la pregunta sobre el destino de la humanidad estaba aún abierta, que por ello erigirse cerrado sería la última tragedia, pero que tal cierre sigue siendo una posibilidad. Nuestro destino no está asegurado por ninguna noción de "una evolución hacia" alguna clase de forma ideal de ser.

## Influencia
Gebser tenía muchos amigos y admiradores, entre ellos el psicólogo Carl Gustav Jung, el biólogo Adolf Portmann, los físicos Werner Heisenberg y Carl Friedrich von Weizsäcker, así como el tibetólogo y líder espiritual Lama Anagarika Govinda.
Su obra se ha constituido en la base de otros importantes estudios, en particular Up from Eden de Ken Wilber, Logik der Rettung (traducido en inglés como Avoiding Social and Ecological Disaster) de Rudolf Bahro, Living in the New consciousness de Hugo Enomiya-Lassalle, Revisioning Environmental Ethics de Daniel Kealey, Wholeness or Transcendence de Georg Feuerstein, Coming into Being de William Irwin Thompson, y Modern/Postmodern: Off the Beaten Path of Antimodernism de Eric Mark Kramer.

## Obra
- Gesamtausgabe. Obras completas de Jean Gebser en ocho volúmenes (más un volumen de índices). Editado por Rudolf Hämmerli, Novalis, Schaffhausen, 1975-1981. Nueva edición 1986, 2.ª edición 1999, 3.ª edición 2011.
- Rilke und Spanien, 1936-1939
- Der grammatischer Spiegel, 1944
- Ursprung und Gegenwart, 1949-1953
- Einbruch der Zeit, 1995

Inglés
- Anxiety, a Condition of Modern Man (Visual series, 2), por Heiri Steiner y Jean Gebser (Paperback - 1962)
- The Ever-Present Origin. Traducción autorizada por Noel Barstad con Algis Mickunas (Athens: Ohio University Press, 1985, 1991)

## Edición en castellano
- Gebser, Jean (2011, 2024). Origen y presente. Memoria Mundi. Traducción José Rafael Hernández Arias, 955 páginas, cartoné (2ª edición papel biblia). Vilaür: Ediciones Atalanta. ISBN 978-84-937784-4-6.